# Джуда (Вісконсин)
Джуда (англ. Juda) — переписна місцевість (CDP) в США, в окрузі Ґрін штату Вісконсин. Населення — 340 осіб (2020).

## Географія
Джуда розташована за координатами 42°35′24″ пн. ш. 89°30′34″ зх. д. / 42.59000° пн. ш. 89.50944° зх. д. (42.589990, -89.509441).  За даними Бюро перепису населення США в 2010 році переписна місцевість мала площу 0,69 км², уся площа — суходіл.

## Демографія
Згідно з переписом 2010 року, у переписній місцевості мешкало 357 осіб у 137 домогосподарствах у складі 100 родин. Густота населення становила 516 осіб/км².  Було 144 помешкання (208/км²).
Расовий склад населення:
| - 99,2 % — білих - 0,8 % — азіатів |

До двох чи більше рас належало 0,0 %. Частка іспаномовних становила 0,0 % від усіх жителів.
За віковим діапазоном населення розподілялося таким чином: 25,5 % — особи молодші 18 років, 61,9 % — особи у віці 18—64 років, 12,6 % — особи у віці 65 років та старші. Медіана віку мешканця становила 39,9 року. На 100 осіб жіночої статі у переписній місцевості припадало 93,0 чоловіків;  на 100 жінок у віці від 18 років та старших — 95,6 чоловіків також старших 18 років.
Середній дохід на одне домашнє господарство  становив 60 449 доларів США (медіана — 62 727), а середній дохід на одну сім'ю — 62 175 доларів (медіана — 63 750). За межею бідності перебувало 13,6 % осіб, у тому числі 37,9 % дітей у віці до 18 років та 0,0 % осіб у віці 65 років та старших.
Цивільне працевлаштоване населення становило 197 осіб. Основні галузі зайнятості: виробництво — 17,8 %, мистецтво, розваги та відпочинок — 17,8 %, освіта, охорона здоров'я та соціальна допомога — 13,7 %, транспорт — 10,7 %.